# Sh2-89
Sh2-89 è una nebulosa a emissione visibile nella costellazione della Volpetta.
Si individua nella parte settentrionale della costellazione, a nord della famosa Nebulosa Manubrio (M27); si presenta come una nube molto piccola e debole, la cui osservazione risulta difficile anche con l'ausilio di filtri. Può essere fotografata tramite riprese a lunga esposizione. Trovandosi nell'emisfero celeste boreale, la sua osservazione è facilitata nelle regioni dell'emisfero boreale; il periodo adatto alla sua osservazione nel cielo serale è compreso fra giugno e novembre.
Sh2-89 è una piccola regione H II situata nello stesso ambiente galattico dell'associazione OB Vulpecula OB1; essa, assieme alla vicina Sh2-90, giace sul bordo di una grande superbolla denominata GS061+00+51, la cui origine non è stata ben definita: essa potrebbe infatti essere il risultato della fusione di più bolle formate dal vento stellare delle stelle più massicce dell'associazione Vulpecula OB1, oppure dall'esplosione di più supernovae; la sua espansione appare comunque disturbata dalla presenza di una nube molecolare, che ha determinato la forma irregolare della superbolla stessa. La nube molecolare associata a queste nebulose è nota con la sigla LDN 798 e possiede una massa pari a 60.000 M⊙.
Indizi della presenza di fenomeni di formazione stellare nella nube Sh2-89 sono dati dalla presenza di due sorgenti di onde radio e due nubi di CO individuabili alle microonde, una delle quali è visibile anche all'infrarosso e coincide con la sorgente IRAS 19479+2620;